# Masdevallia tonduzii
Masdevallia tonduzii är en orkidéart som beskrevs av Woolward. Masdevallia tonduzii ingår i släktet Masdevallia och familjen orkidéer. Inga underarter finns listade i Catalogue of Life.

## Bildgalleri

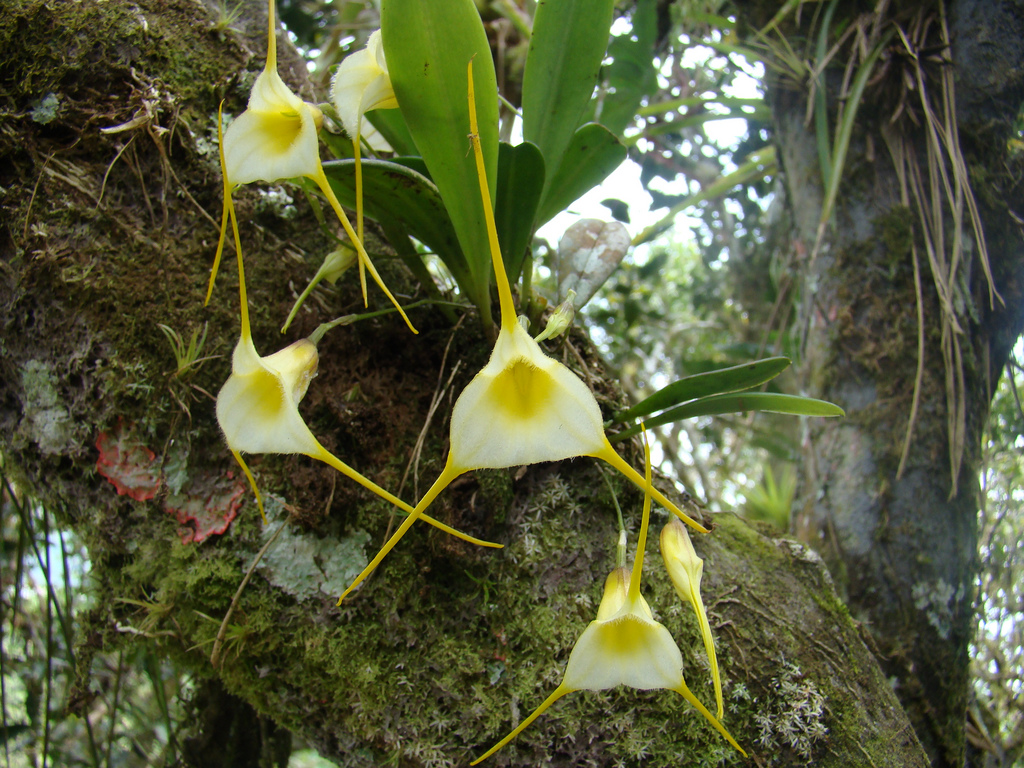